# Café pédagogique
Ne doit pas être confondu avec Cahiers pédagogiques.
Le Café pédagogique est un site d'information sur l'éducation créé en 2001 par François Jarraud (d), et Bruno Devauchelle (d). Le site propose une veille sur l'actualité de l‘éducation en France,.  

## Partenariats
Le Café pédagogique organise régulièrement un événement appelé « Forum des enseignants innovants ». Les premières éditions ont été organisées en collaboration avec la société Microsoft, ce qui a entraîné certaines critiques comme celle du réseau Framasoft qui reproche en 2013 au Café pédagogique d'être le « cheval de Troie de Microsoft dans l’éducation »,,. Le partenariat avec Microsoft Education s'est achevé en 2015. 
Le Forum des enseignants innovants a été à plusieurs reprises  accompagné par des collectivités locales ou co-organisé, en 2019, avec le quotidien français Libération,.
Au fil des années, le Café pédagogique a mis en oeuvre différents partenariats et collaborations : la Ligue de l'enseignement, France 5 éducation.